# Diego Menchaca
Diego Menchaca González-Quintanilla (Cidade do México, 20 de outubro de 1994) é um automobilista mexicano.

## Carreira

### GP3 Series
Em 2018, Menchaca ingressou na disputa da GP3 Series pela equipe Campos Racing.